# NGC 7555
NGC 7555 је ознака објекта на координатама са ректансцензијом 23h 15m 30,0s и деклинацијом + 12° 34" 0'. Открио га је Џон Хершел, 11. септембра 1828. Каснијим посматрањима на том положају није уочен никакав астрономски објекат.